# トニー・アレン (ミュージシャン)

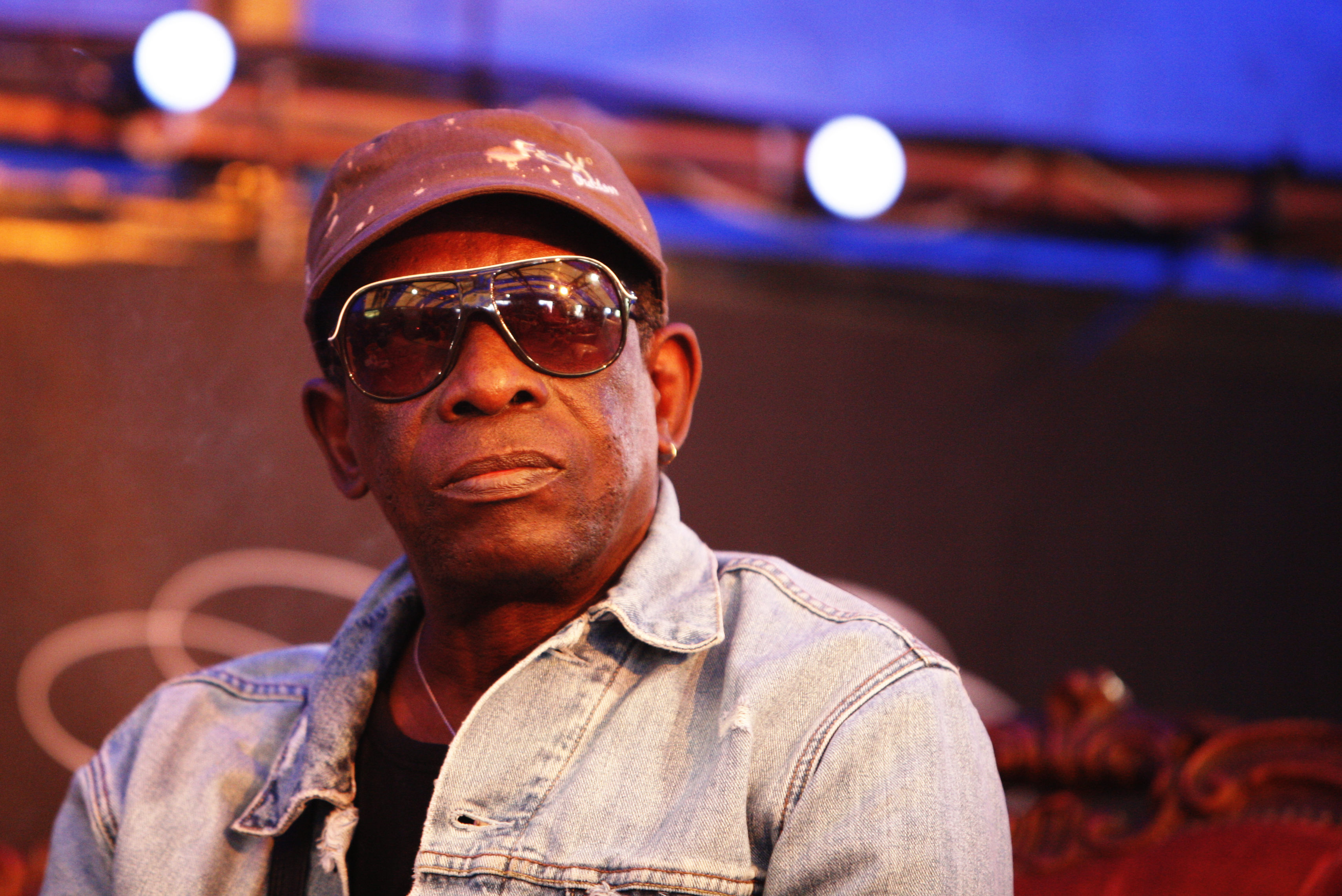
トニー・アレン（2007年）

トニー・アレン（Tony Allen、1940年8月12日 - 2020年4月30日）は、ナイジェリア出身のドラマー、作曲家。
アフロビートの創始者、フェラ・クティの右腕として活動し、彼の元を離れてからも精力的に活動していた。

## 来歴
1940年にナイジェリアのラゴスで、ナイジェリア人とガーナ人の元に生まれる。
アート・ブレイキーやマックス・ローチ等のジャズ・ドラマーに影響され、ドラムを演奏するようになる。1964年にフェラ・クティのバンドのオーディションに受かり、彼とともに活動するようになる。1965年には「クーラ・ロビトス」を結成し、ハイライフとジャズが混ざり合った音楽を演奏していた。当初は複雑な音楽をやっていたが、聴衆には理解されず、アメリカのツアーを通じ、アメリカのファンクの影響を受けた、踊りやすいシンプルなものに変わっていった。
アメリカに滞在中、ブラック・パンサーのメンバーである、黒人女性のサンドラ・イジドールから政治活動の影響を受け、これが音楽に結びつくようになる。
ラゴスに戻るとクティは「アフリカ70」を結成する。このバンドのすべてのアルバムにアレンは参加。在籍中、クティのプロデュースで『ジェラシー』(1975年)、『プログレス』(1976年)、『ノー・アコモデーション・フォー・ラゴス』(1978年)というアルバムを制作した。1980年代になるとクティの元を離れ、「トニー・アレン・アンド・アフロ・メッセンジャーズ」を結成し、アルバム『ノー・ディスクリミネーション』を制作。1984年にイギリスに1年半滞在し、その後はフランスのパリに移り住む。
1990年代は主にセッション・ミュージシャンとして活動。アルバムもコンスタントに発表し続けている。2007年にはブラーのデーモン・アルバーンやザ・クラッシュのポール・シムノンらと共に「ザ・グッド,ザ・バッド・アンド・ザ・クイーン」(The Good, the Bad and the Queen)を結成してアルバムをリリースした。2012年にはデーモン・アルバーン、レッド・ホット・チリ・ペッパーズのフリーと「ロケット・ジュース・アンド・ザ・ムーン」(Rocket Juice & the Moon) 結成してアルバムをリリース。
2020年4月30日、パリのポンピドゥー病院で死去。79歳没。

## ディスコグラフィ

### リーダー・アルバム
- 『ジェラシー』 - Jealousy (1975年)
- 『プログレス』 - Progress (1977年)
- 『ノー・アコモデーション・フォー・ラゴス』 - No Accommodation for Lagos (1979年)
- 『ノー・ディスクリミネーション』 - No Discrimination (1979年)
- 『N.E.P.A.』 - Never Expect Power Always (1985年) ※with Afrobeat 2000
- Too Many Prisoners (1987年) ※with Zebra Crossing
- Afrobeat Express (1989年)
- Ariya (1998年)
- Ariya (remixes) (1999年)
- Black Voices (1999年)
- Black Voices Remixed (2000年)
- 『サイコ・オン・ダ・バス』 - Psyco On Da Bus (2001年) ※with Doctor L、Jean Phi Dary、Jeff Kellner、Cesar Anot
- 『ホームクッキング』 - HomeCooking (2002年)
- Live (2004年)
- Lagos No Shaking (2006年)
- 『ラゴス・シェイク〜トニー・アレン・チョップ・アップ』 - Lagos Shake: A Tony Allen Chop Up (2008年) ※オムニバス
- 『シークレット・エイジェント』 - Secret Agent (2009年)
- 『インスピレーション・インフォメーション・4』 - Inspiration Information 4 (2009年) ※with ジミ・テナー
- 『ブラック・ヴォイセズ・リヴィジテッド』 - Black Voices Revisited (2010年)
- 『フィルム・オブ・ライフ』 - Film of Life (2014年)
- A Tribute to Art Blakey & the Jazz Messengers (2017年)
- The Source (2017年)
- OTO Live Series (2018年) ※with ジミ・テナー
- Tomorrow Comes The Harvest (2018年) ※with ジェフ・ミルズ
- Rejoice (2020年) ※with ヒュー・マセケラ
- 『ゼア・イズ・ノー・エンド』 - There Is No End (2021年)
- 『ザ・ソリューション・イズ・レストレス』 - The Solution Is Restless (2021年) ※with デイヴ・オクム、ジョーン・アズ・ポリスウーマン

### 参加アルバム
フェラ・クティ
- 『ロンドン・シーン』 - Fela's London Scene (1970年)
- 『ライヴ!・ウィズ・ジンジャー・ベイカー』 - Live! (1971年)
- 『ホワイ・ブラック・マン・デイ・サファー』 - Why Black Man Dey Suffer (1971年)
- 『オープン・アンド・クローズ』 - Open & Close (1971年)
- 『ロフォロフォ・ファイト』 - Roforofo Fight (1972年)
- 『シャカラ』 - Shakara (1972年)
- 『アフロディジアク』 - Afrodisiac (1973年)
- 『ジェントルマン』 - Gentleman (1973年)
- 『コンフュージョン』 - Confusion (1974年)
- 『ヒー・ミス・ロード』 - He Miss Road (1974年)
- 『アラグボン・クローズ』 - Alagbon Close (1975年)
- 『エヴリシング・スキャッター』 - Everything Scatter (1975年)
- 『エクスキューズ O』 - Excuse O (1975年) ※旧邦題『フェラ・アゲイン!!』
- 『エクスペンスィヴ・シット』 - Expensive Shit (1975年)
- 『モンキー・バナナ』 - Monkey Banana (1975年)
- 『ノイズ・フォー・ヴェンダー・マウス』 - Noise For Vendor Mouth (1975年)
- 『イコイ・ブラインドネス』 - Ikoyi Blindness (1976年)
- 『カラクタ・ショー』 - Kalakuta Show (1976年)
- 『ナ・ポイ』 - Na Poi (1976年)
- 『アンネッセサリー・ベッギング』 - Unnecessary Begging (1976年)
- 『アップサイド・ダウン』 - Upside Down (1976年) ※旧邦題『アフロ・ビートの王者』
- 『イエロー・フィーヴァー』 - Yellow Fever (1976年)
- 『フィアー・ノット・フォー・マン』 - Fear Not For Man (1977年)
- 『ジェイ・ジェイ・ディー』 - J.J.D – Live at Kalakuta Republik (1977年)
- 『ノー・アグリメント』 - No Agreement (1977年)
- 『オポジット・ピープル』 - Opposite People (1977年)
- 『ソロウ・ティアーズ・アンド・ブラッド』 - Sorrow Tears and Blood (1977年)
- 『シャファーリング&シュミリング』 - Shuffering and Shmiling (1977年)
- 『ステールメイト』 - Stalemate (1977年)
- 『ゾンビ』 - Zombie (1977年)
- 『アンノン・ソルジャー』 - Unknown Soldier (1979年)
- 『V.I.P.』 - V.I.P. (1979年)
- 『ミュージック・オブ・メニィー・カラーズ』 - Music of Many Colours (1980年)
- I Go Shout Plenty (1986年) ※1977年録音

その他
- Various : Racubah! – A Collection of Modern Afro Rhythms (1999年)
- Various : The Allenko Brotherhood Ensemble Part 1 (2000年)
- Various : The Allenko Brotherhood Ensemble Part 2 (2000年)
- Various : The Allenko Brotherhood Ensemble Part 3 (2000年)
- Various : Afrobeat...No Go Die! (2000年)
- Ernest Ranglin : Modern Answers To Old Problems (2000年)
- Doctor L : Mountains Will Never Surrender (2000年)
- Various : The Allenko Brotherhood Ensemble (2001年)
- Various : The Allenko Brotherhood Ensemble Part 4 (2001年)
- Various : The Allenko Brotherhood Ensemble Part 5 (2001年)
- Various : The Allenko Brotherhood Ensemble Part 6 (2001年)
- Bababatteur : Awa Band (2004年)
- New Cool Collective : Trippin (2006年)
- ザ・グッド,ザ・バッド・アンド・ザ・クイーン : 『ザ・グッド、ザ・バッド・アンド・ザ・クイーン』 - The Good, the Bad & the Queen (2007年)
- Charlotte Gainsbourg : 5:55 (2007年)
- ロケット・ジュース・アンド・ザ・ムーン : 『ロケット・ジュース・アンド・ザ・ムーン』 - Rocket Juice & the Moon (2012年)
- Various : The Rough Guide to African Disco (2013年)
- Chicago Afrobeat Project : What Goes Up (2017年)
- Gonjasufi : Mandela Effect (2017年)
- ザ・グッド,ザ・バッド・アンド・ザ・クイーン : Merrie Land (2018年)
- ケレケトラ! : 『ケレケトラ!』 - Keleketla! (2020年)
- ゴリラズ : 『ソング・マシーン: シーズン1 - ストレンジ・タイムズ』 - Song Machine Season One (2020年) ※「How Far?」に参加 with スケプタ